# St. Regis Hotels & Resorts
St. Regis Hotels & Resorts è una catena di hotel di lusso, fondata a New York nel 1904.
Attualmente fa parte del gruppo Marriott.

## Storia
Nel 1904, John Jacob Astor IV costruì il St. Regis New York come hotel gemello del Waldorf-Astoria Hotel, in parte di sua proprietà. 

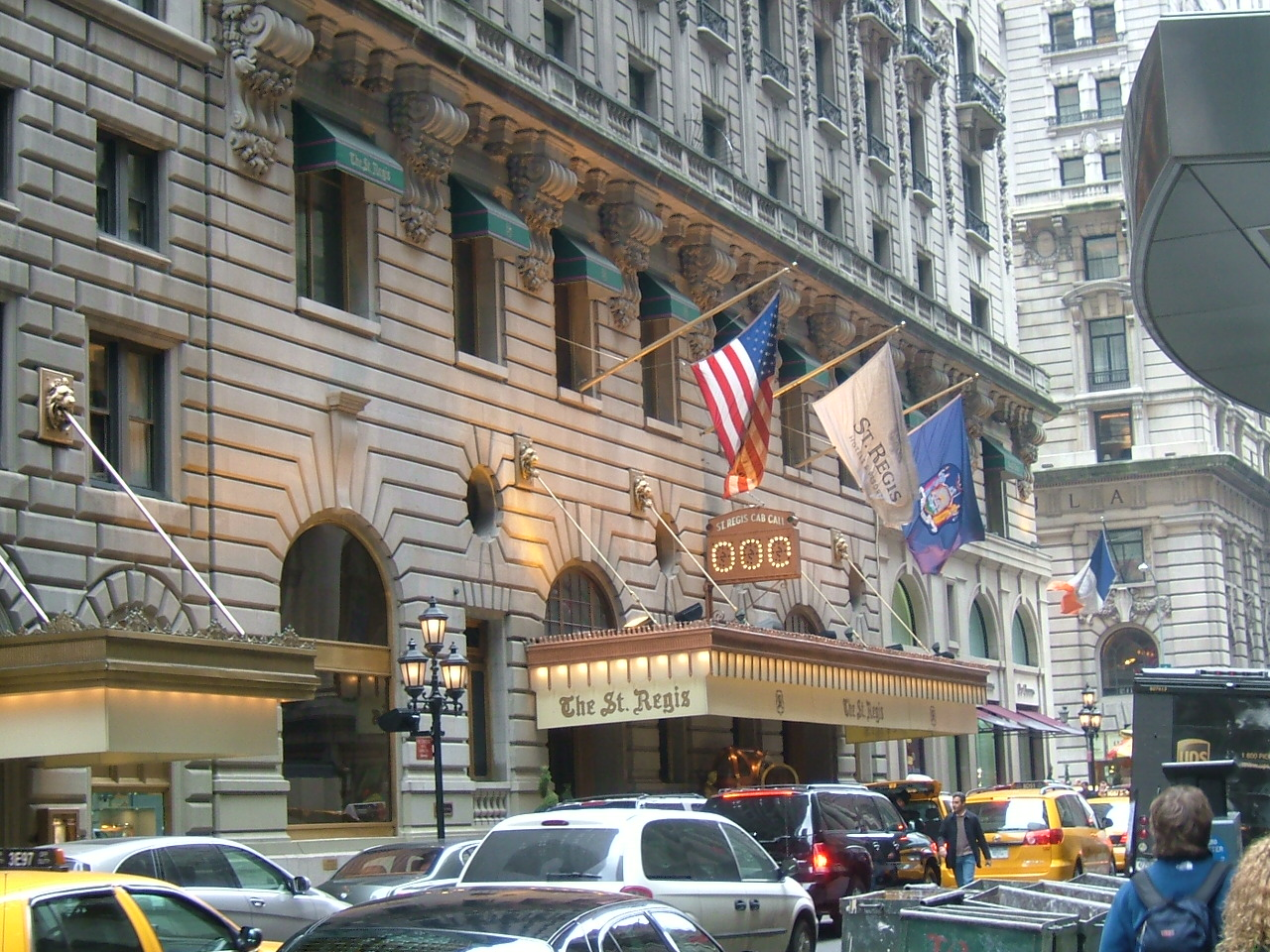
St. Regis di New York

Ostentando lusso e progresso tecnologico, ogni camera aveva il proprio telefono.
Negli anni successivi, avvennero cambi di proprietà e lavori di ristrutturazione.
Nel 1966, Sheraton acquistò la proprietà.
Dopo un ampio restauro nel 1991, l'hotel è diventato il fiore all'occhiello degli hotel Sheraton premier, rinominati ITT Sheraton Luxury Collection.
Nel 1998, Starwood ha acquisito il marchio Sheraton ed ha creato un nuovo marchio, St. Regis.
Nel settembre 2016, Marriott ha acquisito la catena St. Regis nell'ambito dell'acquisizione di Starwood.

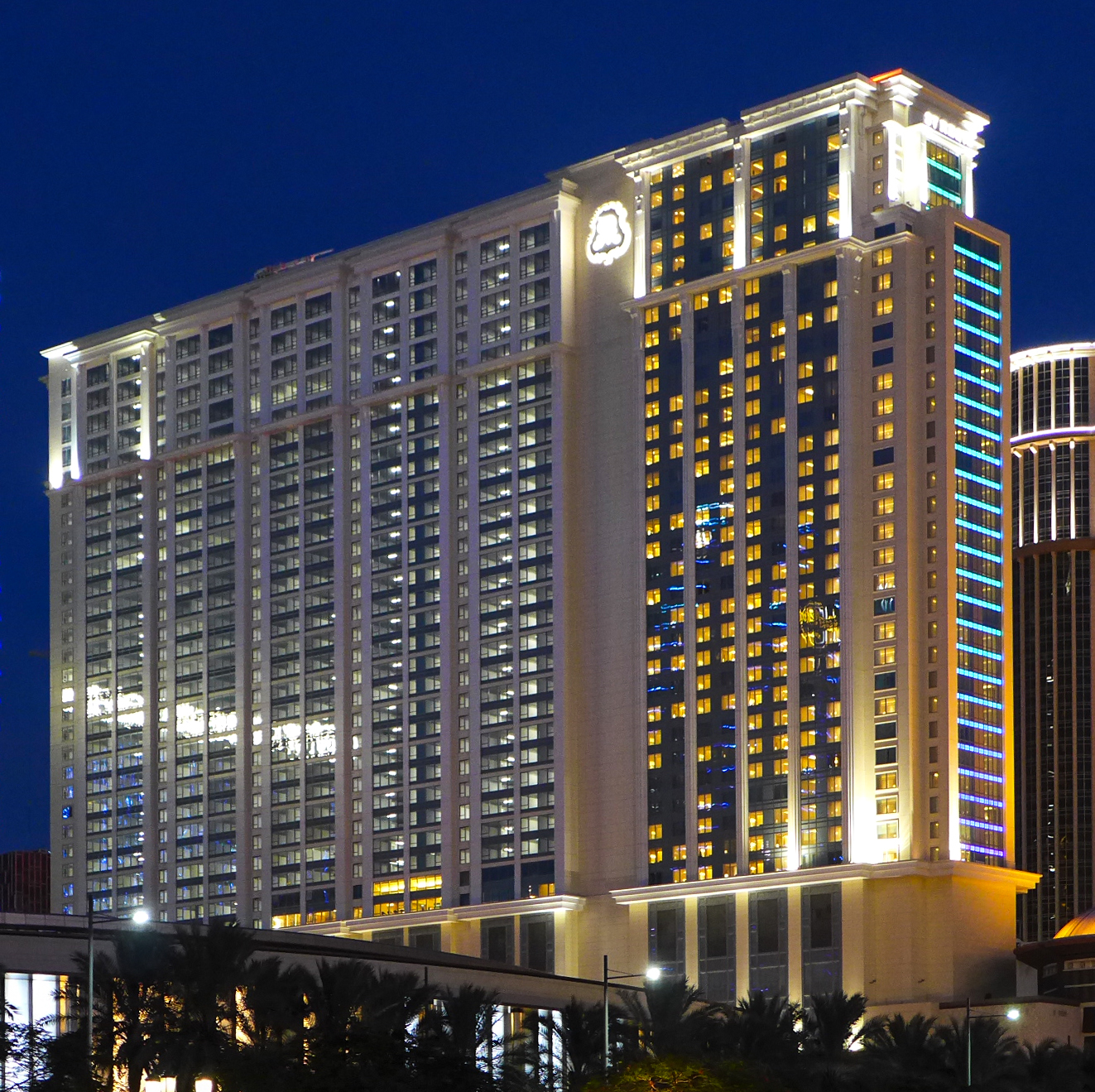
St. Regis di Macao